# Katja Pfeiffer
Katja Pfeiffer (* 31. Mai 1973 in Karlsruhe) ist eine deutsche zeitgenössische Künstlerin und Professorin für Kunst an der Bergischen Universität Wuppertal.

## Leben
Katja Pfeiffer studierte ab 1992 Kunst und Erziehungswissenschaften an der Kunstakademie Düsseldorf sowie ab 1995 Geschichte an der Heinrich-Heine-Universität Düsseldorf. 2000 beendete sie ihr Studium mit dem ersten Staatsexamen. Ihr Kunststudium absolvierte sie bei den Professoren Günther Uecker, Alfonso Hüppi und Jan Dibbets. Von Alfonso Hüppi wurde sie 1998 zur Meisterschülerin ernannt. Seit 2006 ist sie Professorin für Kunst mit dem Schwerpunkt künstlerische Praxis in der Fakultät für Design und Kunst an der Bergischen Universität Wuppertal. 2011 erhielt sie das Villa-Serpentara-Stipendium der Akademie der Künste (Berlin). Ihre Genres umfassen insbesondere Malerei, Zeichnung, Collage, Fotografie und Skulptur.
Katja Pfeiffer lebt in Berlin und Wuppertal.

## Einzelausstellungen
- 2014: "Maison Bourgeoise", Galerie Martin Mertens, Berlin
- 2014: "höher schneller weiter", Bayer Kulturhaus, Leverkusen
- 2014: "Überspannte Bögen", Kunstraum St. Georgen, Wismar
- 2012: "Providurium", F.A.K. Förderverein Aktuelle Kunst, Münster
- 2012: "A Grand Day Out", Kusseneers Gallery, Antwerpen, Belgien
- 2011: "cross section", Nord LB Galerie, Hannover
- 2011: "presentazione finale", Villa Serpentara, Olevano Romano
- 2010: "Die Fehleinschätzung der relativen Mondgröße, Museum Baden, Solingen
- 2010: "Plänterwald", Kunstverein Ulm, Ulm
- 2009: "eagle under construction", Galerie Martin Mertens, Berlin
- 2008: "Rohschnitt", Galerie Wolfgang Gmyrek, Düsseldorf
- 2008: "Irrlicht", Galerie Martin Mertens, Berlin
- 2007: "Backdrop", Galerie Pankow, Berlin
- 2006: "Trendwände", Kunstraum Düsseldorf, Düsseldorf
- 2006: "Rigging", Galerie Martin Mertens, Berlin

## Gruppenausstellungen
- 2014: "Phänomen", Galerie Martin Mertens, Berlin
- 2013: "Ansichtssache Landschaft", Kunstverein Pforzheim, Pforzheim
- 2013: "Gebaute Welten", Die Vitrine, Friedrichshafen
- 2013: "may line is my line, Galerie Alte Schule im Kulturzentrum Adlershof, Berlin
- 2013: "Out of Berlin", DomagkAteliers, München
- 2013: "Kabinett – das kleine Format", Galerie Martin Mertens, Berlin
- 2012: "North-East of Heaven", Galerie Hartwich, Sellin
- 2012: "Junge Akademie 2012", Akademie der Künste, Berlin
- 2012: "Miniature by Serendipity" barbabette, Berlin
- 2011: "occupy yourself", Salon Hansa, Berlin
- 2011: "Sehen ist Denken – Die Sammlung der National-Bank im Kunstmuseum Solingen", Museum Baden, Solingen
- 2011: "always live twice", Galerie Martin Mertens, Berlin
- 2011: "36 girls", Barbabette, Berlin
- 2010: "walking the borderline", Kunstverein Erfurt, Erfurt
- 2009: "Zeigen. An Audio Tour through Berlin by Karin Sander", Temporäre Kunsthalle, Berlin
- 2009: "Katja Pfeiffer, Martina Sauter", dok25a, Düsseldorf
- 2007: "Screenshot", Galerie Martin Mertens, Berlin
- 2007: "Wir haben keine Probleme", Bergen Kunsthall, Bergen, Norwegen
- 2007: "House Trip", Artforum, Berlin
- 2007: "Update 07", Galerie Wolfgang Gmyrek, Düsseldorf
- 2007: "The Re-conquest of space, Overgaden, Kopenhagen
- 2006: "Wir haben keine Probleme, Backfabrik, Berlin
- 2006: "Looking forward", Galerie Martin Mertens, Berlin
- 2005: "Das jüngste Gerücht, Salon-Düsseldorfer-Freundschaft, Berlin

## Publikationen
- Pfeiffer, Katja: Bescheidenheit und Anspruch, in: Curriculum des Unwägbaren, hrsg. von Johannes Bilstein, Bettina Dornberg und Winfried Kneip, Oberhausen 2007, S. 93–111.
- Pfeiffer, Katja: Der Blick aus der Kartause, in: Lebensbilder, hrsg. von Eckart Liebau, Oberhausen 2009, S. 255–266.
- Die Fehleinschätzung der relativen Mondgröße: Katja Pfeiffer, anlässlich der Ausstellung "Die Fehleinschätzung der relativen Mondgrösse" im Kunstmuseum Baden in Solingen, hrsg. Gisela Elbracht-Iglhaut, Bönen 2010.
- Providurium: Katja Pfeiffer, anlässlich der Ausstellung "Providurium" im F.A.K. Förderverein Aktuelle Kunst Münster, hrsg. von Anna Katz, Münster 2012.